# Слепень Каури
Слепень Каури (лат. Hybomitra kaurii) — вид слепней из подсемейства Tabaninae.

## Этимология
Вид назван в честь энтомолога Ханса Каури.

## Описание
Длина тела имаго от 13 до 16 мм. Самцы немного крупнее самок. Глаза покрыты серыми волосками. Нижняя лобная мозоль блестящая. Усики преимущественно жёлто-коричневые, первый членик может быть в сероватом налёте. Это отличает этот вид от близкого вида Hybomitra sexfasciata, усики которого преимущественно чёрные. Грудь чёрная. Среднеспинка в тёмно-серой пыльце, с короткими черными и светлыми волосками. Ноги чёрные. Передние голени в основании, а средние и задние в большей части, коричневые. Крылья слегка коричневатые, особенно вдоль костальной жилки. Жилки черноватые. Брюшко блестяще-чёрное. Первые два или три тергита по бокам с коричневыми пятнами. Задние края тергитов брюшка с каёмками светлых волосков.
Личинки жёлтые веретенообразной формы, длиной до 26 мм. Вершина дыхательного сифона на конце тела округлая. Куколка желтовато-коричневая, длиной до 20 мм.

## Биология
Личинки развиваются на осоково-сфагновых переходных болотах. Имаго активны в конца июня до середины августа. Первую партию яиц самка может откладывать без питания кровью.

## Распространение
В Европе встречается северной и центральной Европе (Норвегии, Швеции и Финляндии, Бельгии, Дании, Польше, Германии, Чехии, Словакии и Белоруссии), Альпах (Италия, Австрия, Франция, Швейцария), севере и центре европейской части России и в Сибири до Байкала.